# Onychoteuthis borealijaponicus
Onychoteuthis borealijaponicus е вид главоного от семейство Onychoteuthidae.

## Разпространение и местообитание
Видът е разпространен в Канада, Мексико (Долна Калифорния), Русия, САЩ (Алеутски острови, Аляска и Калифорния) и Япония.
Среща се на дълбочина от 100 до 766 m, при температура на водата от 4,8 до 9,2 °C и соленост 33,2 – 33,7 ‰.